# ميس فندرفويتي
ميس فندرفويتي (الاسم العلمي:Celtis vandervoetiana) هو نوع من النباتات يتبع جنس الميس من الفصيلة القنبية.